# Паровая мельница Юрова
Паровая мельница Юрова — одно из первых промышленных зданий города Оренбурга.

## Описание
В 1903 году купцом Василием Юровым была построена первая паровая мельница. В ней установили оборудование фирмы «Антон Эрлангер и К». Производительность мельницы составляла 115 тонн в сутки. В технологическом процессе было занято 150 человек. Мельница была оборудована водяным отоплением. Привод всех машин и механизмов трансмиссионный и осуществлялся паровой машиной тройного расширения мощностью 400 л. с. завода общества «Братья Бромелей».

«Пятиэтажное каменное здание с башенкой для часов. Корпус мельницы длиною 24 сажен, шириною 9 сажен. Мельница оборудована всеми новейшими машинами и аппаратами для переработки шести перевалов — 7200 пудов пшеницы в сутки, приспособленная для выработки до 25 сортов муки из разной сортировки зерна. Передвижение, сортировка и переработка всех продуктов при размоле автоматическая. Очистка зерна от посторонних примесей и наружной оболочки производится на аппаратах американской системы. При мельнице устроен несгораемый элеватор для запаса нечищенного зерна. Освещение мельницы электрическое с собственной станции». 
(из «Путеводителя по гор. Оренбургу с очерком его прошлого и настоящего, иллюстрациями и планом». 1915 год)